# Synagoge von Chorvat Kur
Koordinaten: 32° 45′ 4″ N, 35° 33′ 29″ O
Als Synagoge von Chorvat Kur werden die Überreste eines Gebäudes in Chorvat Kur 
(hebräisch חָרְבַת כּוּר Chårvat Kūr oder auch: חָרְבַת קוּר Chårvat Qūr, auch: Horvat Kur, zu Kinneret), eines in römisch-byzantinischer und früharabischer Zeit besiedelten Dorfes ca. 2 km westlich des Sees Genezareth (Nordbezirk, Israel) bezeichnet.
Die Synagoge wurde bei Grabungen des Kinneret Regional Project im Sommer 2010 entdeckt. Ausgegraben wurde bisher eine feingearbeitete Mauer, die in nordsüdlicher Richtung verläuft. Das Areal westlich davon ist gepflastert und war vermutlich der Vorhof des Gebäudes. Zahlreiche gefundene Münzen deuten darauf, dass das Gebäude um 400 n. Chr. bereits in Gebrauch war. Der Bereich östlich der Mauer gehörte zum Innenraum des Gebäudes. Entlang der Mauer verlief eine Art Bank, die ebenso wie der Fußboden verputzt war. Dies deutet neben der monumentalen Struktur auf ein öffentliches Gebäude hin. Da die einzigen öffentlichen Gebäude in kleineren Siedlungen jener Zeit Synagogen waren und aufgrund architektonischer Parallelen mit anderen Synagogen jener Zeit, ist auch hier davon auszugehen, dass es sich um eine solche handelt.